# Lådan (bostad)
| Ursprungslådan i Lissma 1945. |  | Lådan på Lovön 2009. |
| Ursprungslådan i Lissma 1945. |  | Lådan på Lovön 2009. |

Lådan kallas arkitekten Ralph Erskines första egna bostad i Sverige 1941–1942. Lådan uppfördes ursprungligen i Hanvedens skogsområde vid Huddinges södra sockengräns till Österhaninge, men är sedan 1989 återuppbyggd på Lovön i Ekerö kommun.

## Bakgrund
När paret Ralph och Ruth Erskine den kalla krigsvintern 1941–1942 fick erbjudandet att få disponera en bergstomt i Djupdalen söder om Lissma utanför Stockholm, bestämde de sig att bygga sin första egna bostad där. Stugan uppfördes med sten från platsen, tegel kom från en övergiven brännugn i närheten och armeringsjärn hämtades från en gammal järnsäng. Andra byggnadsmaterial köptes på kredit och transporterades gratis med bondens häst och släde. Kostnaden blev låg, under 10 000 kr.

## Huset

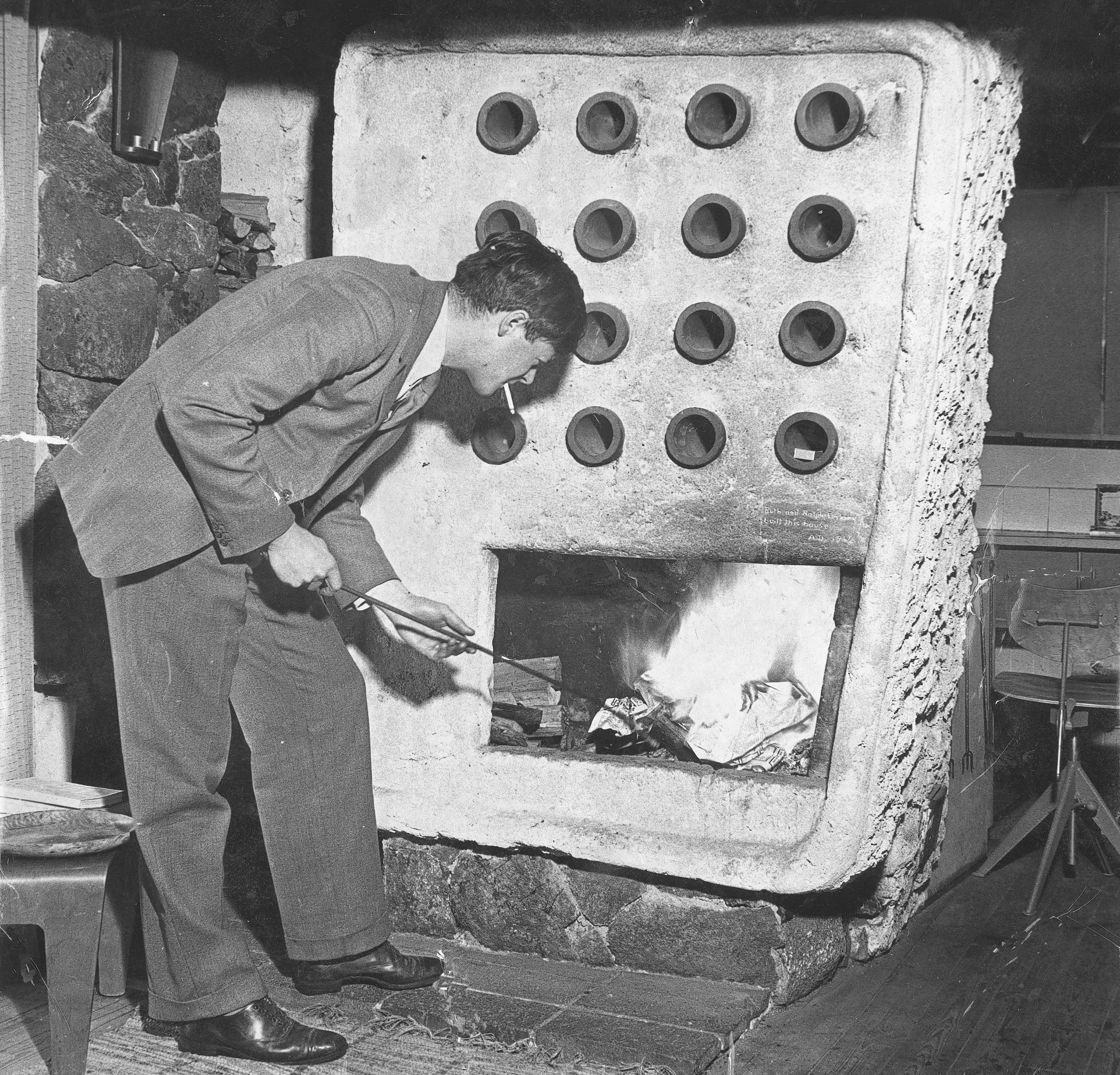
Ralph Erskine vid öppna spisen i "Lådan", 1940-tal.

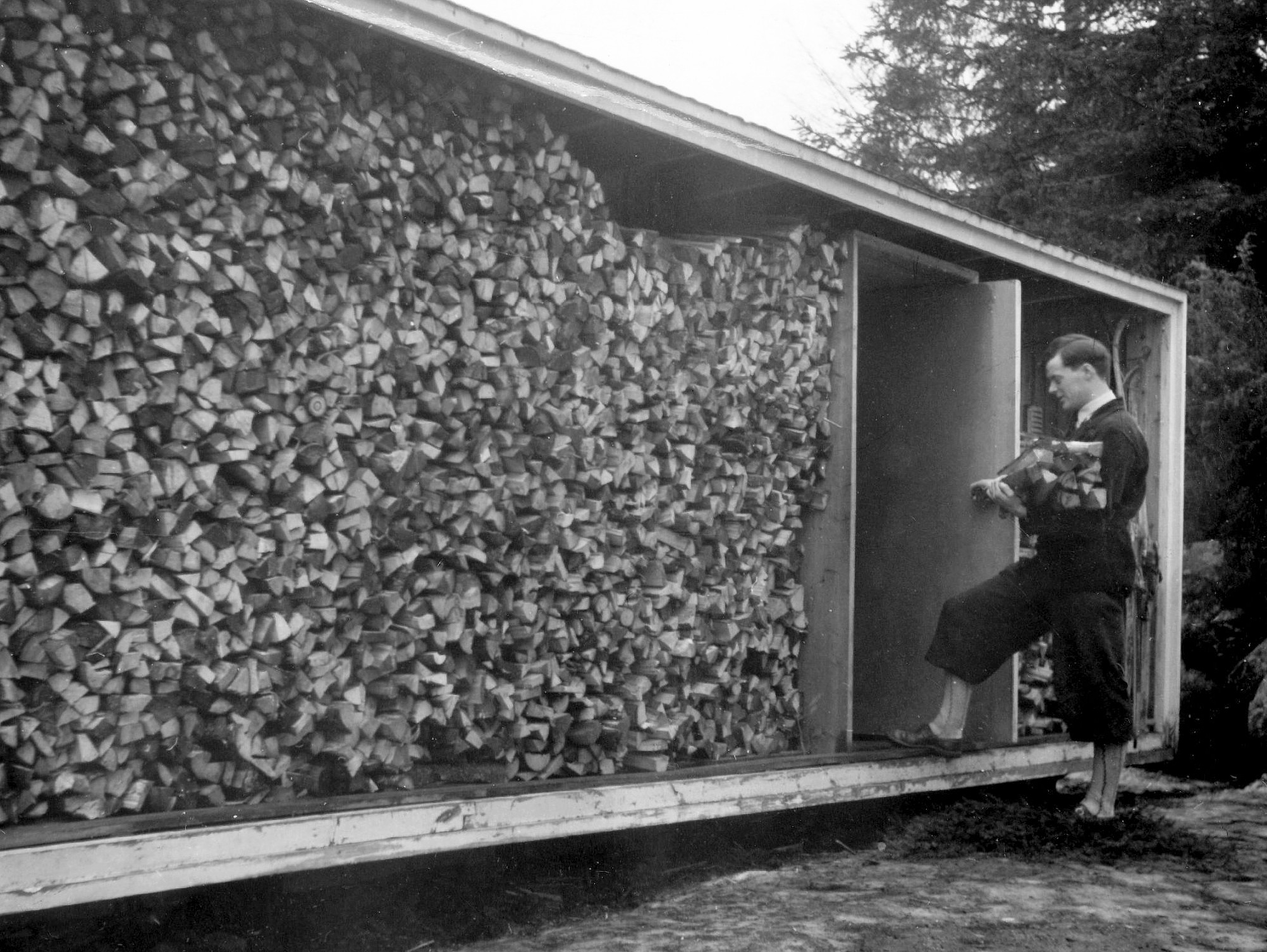
Erskine vid baksidan, 1940-tal.

Det lilla huset innehöll endast ett rum på 6 × 3,6 meter, men det rymde alla viktiga funktioner. Mitt i stugan fanns den stora eldstaden, som fungerade som rumsdelare och som öppnade sig mot rummet, kokvrån och ut mot verandan. Verandan var vänd mot söder och uppglasad för att kunna släppa in ljus och värme, övriga fasader var tämligen slutna. Gavlarna målades i Falu rödfärg, resten av väggarna oljades. Den begränsade golvytan användes mycket listigt, nästan som i en båt. Makarnas dubbelsäng kunde hissas upp i taket eller omvandlas till soffa. Ralph Erskine hade även sin arbetsplats i huset och när ritbordet inte användes fälldes det upp mot väggen. 
Lådan saknade såväl elektricitet, vatten som WC. Vatten hämtades i en källa vid huset. Södersluttningen hade planerats av Erskine in i minsta detalj, här fanns kryddträdgård, bikupor och ett duvslag. Paret Erskine bodde under fyra år i Lådan tillsammans med döttrarna Jane och Karin samt några katter. Sedan användes huset som sommarstuga, men förföll så småningom. 
Lådan ansågs vara intressant för arkitekturutvecklingen i Sverige och återuppbyggdes därför under vintern 1989 på Lovön med Ralph Erskines medverkan. Nyttjanderätten har donerades till Arkitekturmuseet, som har arrangerat visningar av Lådan.

## Bilder, Lådan på Lovön

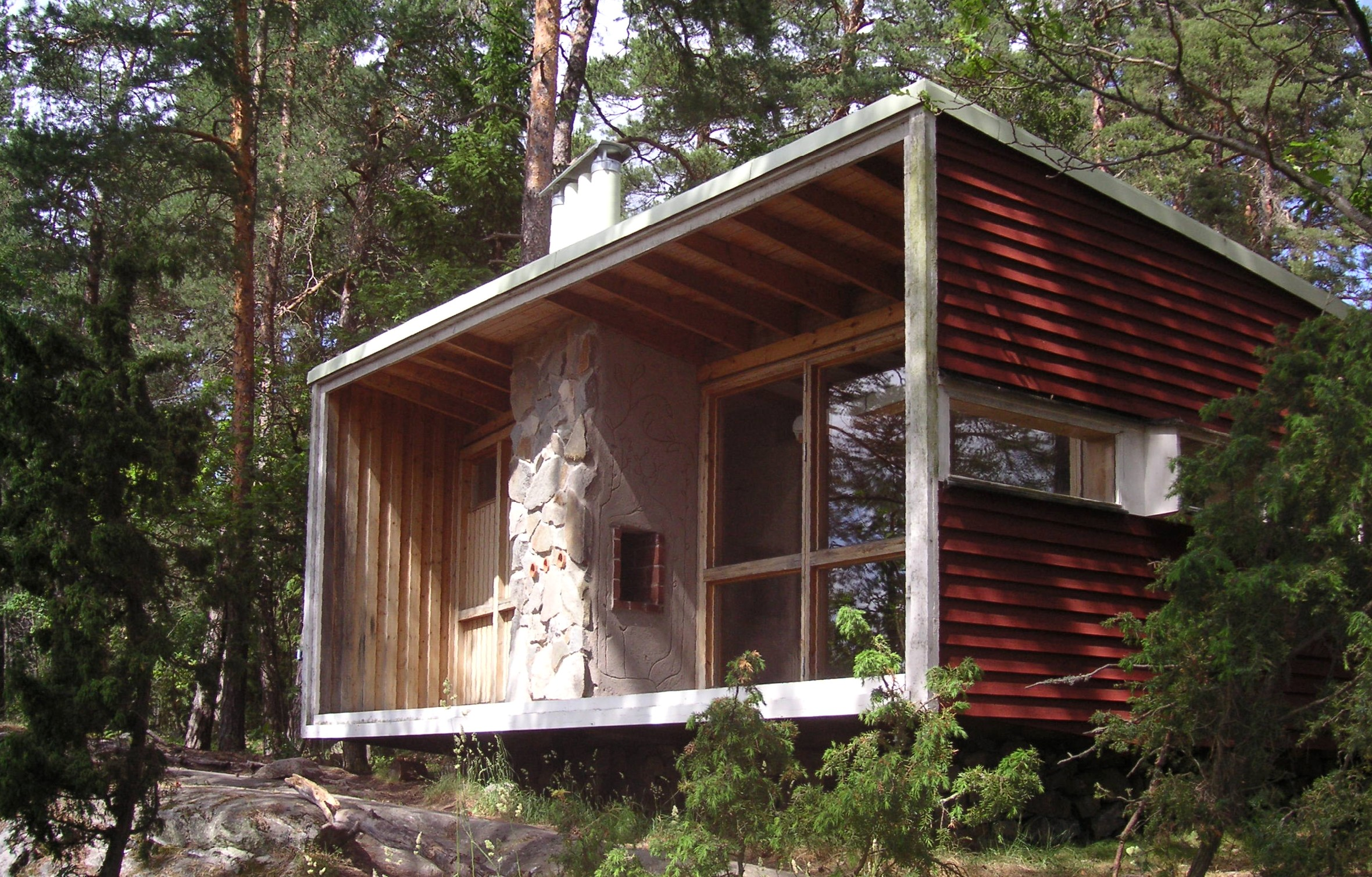
Lådan, framsidan
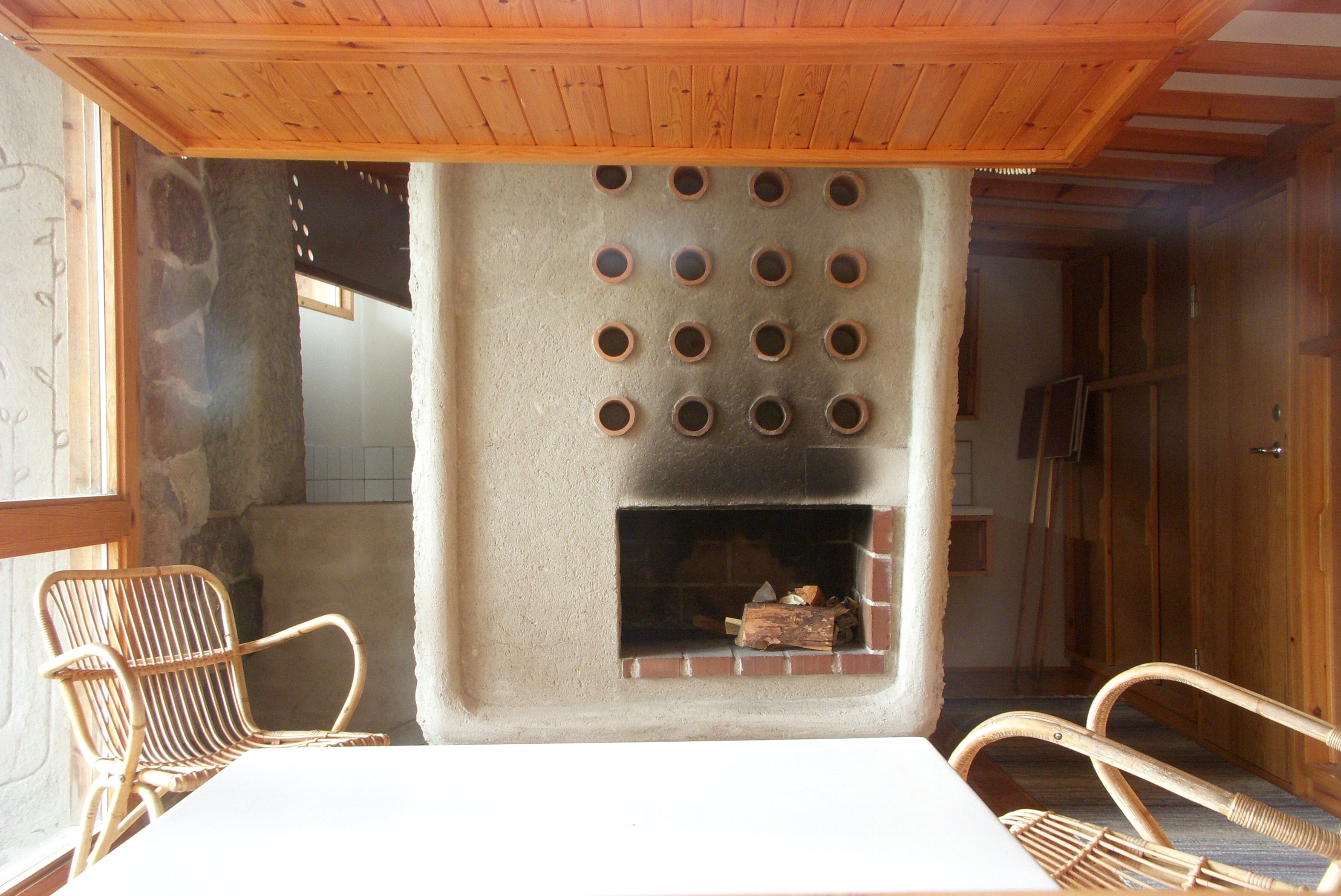
Lådan, interiör
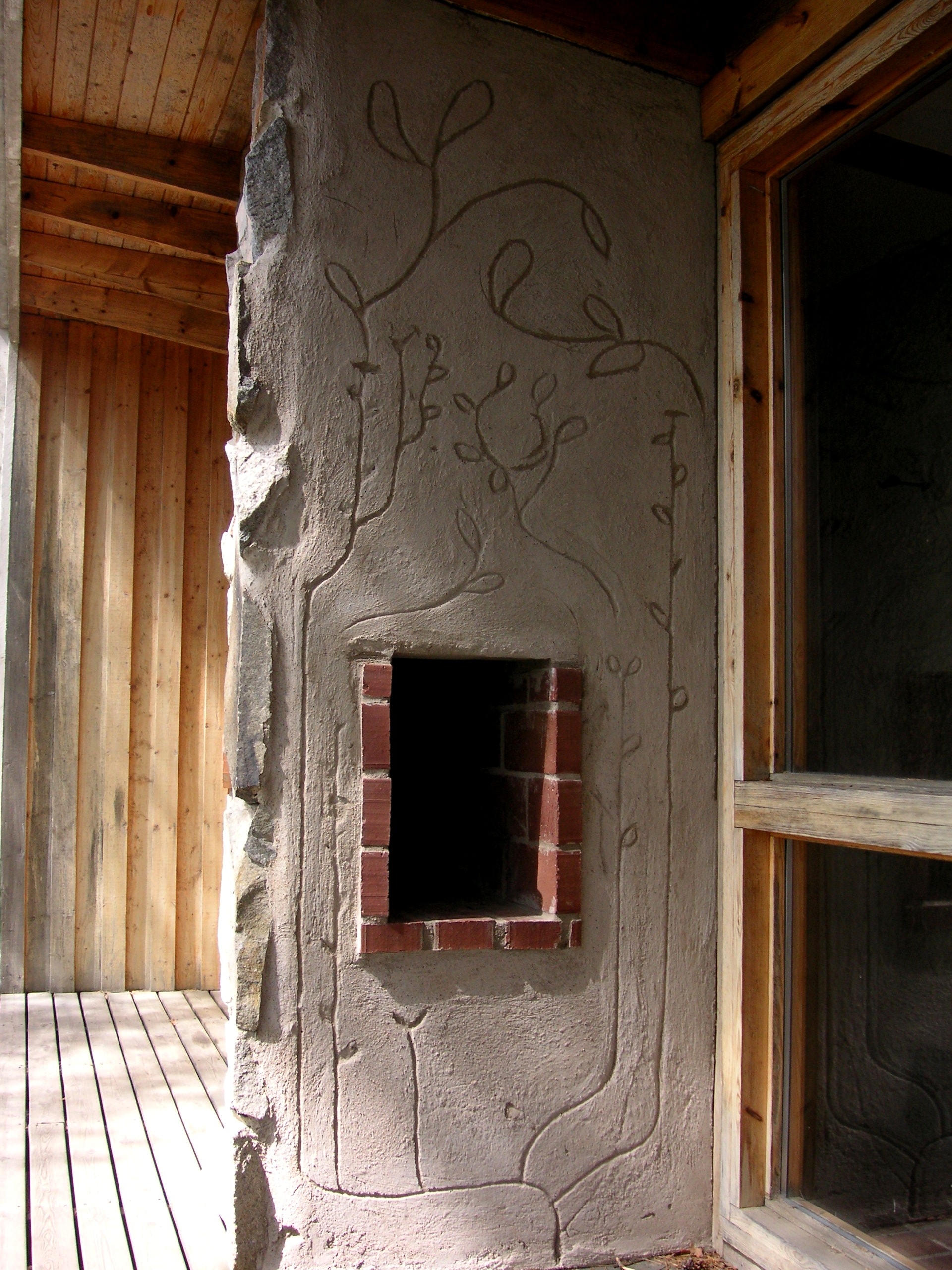
Öppna spisen på verandan
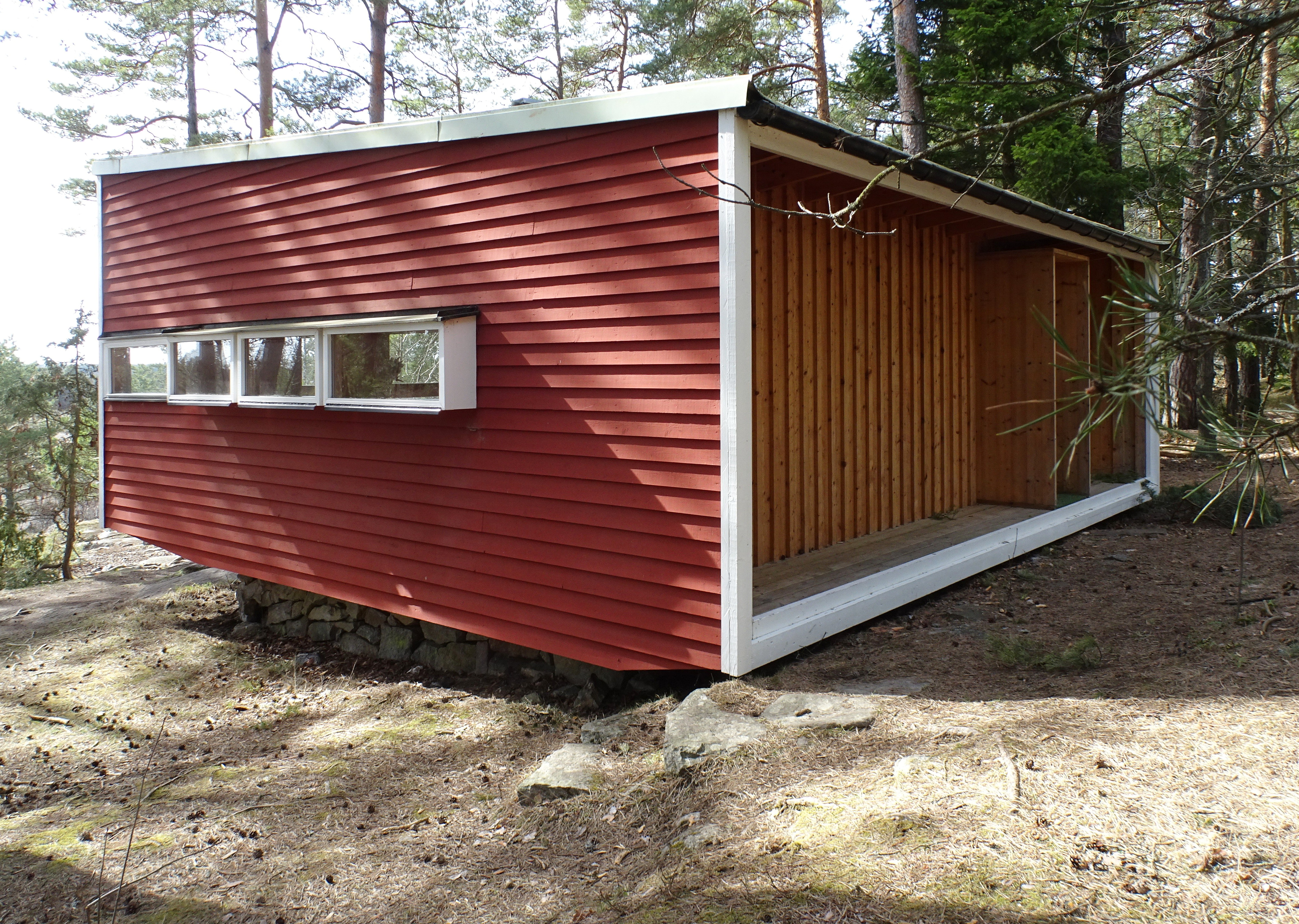
Lådan, baksidan
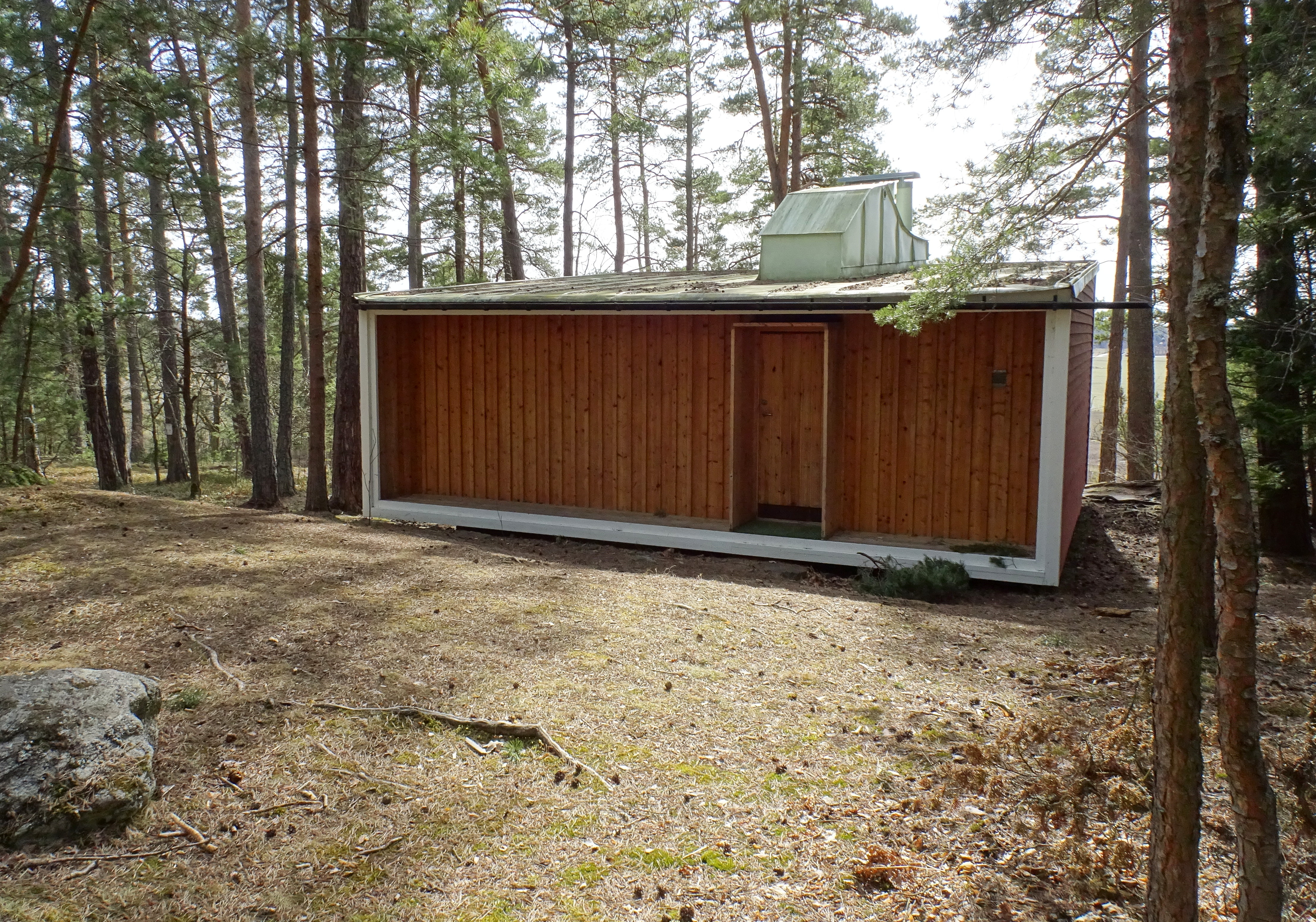
Baksidans fack var ursprungligen fyllda med ved